# Pere Horts i Font
Pere Horts i Font   (Figueres, 14 de març de 1956 - Figueres, 19 de gener de 2024) fou un professor i activista ambiental català, pioner en el camp de la lluita contra la contaminació lumínica a Catalunya i a  l'Estat Espanyol. Filòsof de formació, va ser també astrònom aficionat i president de l'Agrupació Astronòmica de Figueres. Amb més activistes de la defensa de la nit, creà Cel Fosc, associació en contra de la contaminació lumínica, de la que fou el primer president. Va ser un gran divulgador en televisió i altres mitjans.

## Biografia
Nascut el 14 de març de 1956 a Figueres, Alt Empordà estudià filosofia a la Universitat de Barcelona i va treballar com a professor de filosofia a l'Institut Ramon Muntaner de Figueres, d'on es jubilà com a catedràtic el 2016. A la Universitat de Girona va impartir deu cursos de cosmologia. Apassionat per l'astronomia, introduí aquesta ciència en l'ensenyament amb observacions amb telescopi. L'any 1992, amb altres astrònoms, crea l'Agrupació Astronòmica de Figueres de la fou president. Membre actiu del Grup d'Estudis Astronòmics, des del seu observatori i com a recurs didàctic, va començar a usar fotòmetres fotoelèctrics per mesurar les variacions de brillantor d'estels, i va passar ben aviat a l'ús de càmeres CCD. i a desenvolupar programari per a controlar-les i analitzar les imatges preses cada nit.

## Activisme
Preocupat per la manca de llocs on observar les estrelles a causa de l'excessiu enllumenat nocturn de les poblacions de l'Alt Empordà començà a divulgar el problema a través d'articles a diaris i revistes i parlar amb les administracions locals. D'aquesta manera s'aconseguí que Figueres tingués el primer pla de control de la contaminació lumínica de tot l’estat. Fou l'autor del primer manifest de protesta, la Carta en Defensa del Cel Fosc, que les associacions astronòmiques subscrivien en 1994. L'any 1997 crea un grup virtual Cel Fosc, per assessorar i conscienciar la població per la defensa de la nit. Treballà en la comissió tècnica de la Generalitat de Catalunya per elaborar la llei catalana contra la contaminació lumínica i el seu reglament posterior. Va expandir la consciència ambiental envers la contaminació lumínica a través de nombroses entrevistes als mitjans, de xerrades a centres culturals i educatius i de trobades amb representants de les administracions. Com a punt de trobada entre els nombrosos defensors de la nit arreu de l'estat, va convertir Cel Fosc com a associació estatal el 2005. Això va permetre que amb els socis i associacions adherides es promogueren lleis contra la contaminació lumínica a les Balears, Navarra, Cantàbria, Castella i Lleó i Andalusia. La seva ajuda i assessorament va ser fonamental per a la construcció i l’equipament de l’Observatori d'Albanyà i en l'obtenció dels paràmetres observacionals per poder obtenir la designació de Dark Sky Park, un reconeixement a la qualitat del cel nocturn, concedida per la International Dark-Sky Association dels EEUU.

## Asteroide
L'astrònom Josep Maria Bosch, caçador d'asteroides, va descobrir el 26 de setembre de 2010 un asteroide des de l'observatori de Santa Maria de Montmagastrell al que se li assignà el nom 2010 SF13. Aquest cos orbita el Sol entre Mart i Júpiter, amb 2,857 unitats astronòmiques de semi-eix major, 0,141 d’excentricitat i uns 10 graus d’inclinació orbital, amb un període de 4,83 anys. Josep Maria Bosch li ha assignat al petit asteroide el nom 547508 Perehorts.